# Robert Barclay
Robert Barclay, född 23 december 1648 och död 3 oktober 1690, var en skotsk kväkare, en av rörelsens främsta teologer.
Under en vistelse i Paris var Barclay nära att gå över till katolicismen, men hemkallades av fadern, som blivit kväkare. Han gick 1667 in i detta samfundet, och var därefter livligt verksam att i religiösa skrifter utlägga kväkarnas religiösa ståndpunkt. Särskilt märks Theologiæ varæ christianæ apologia (1676), som fortfarande räknas som en av kväkarnas främsta skrifter. Barclya fick lita åtskillig förföljelse för sin tro och satt flera gånger i fängelse. Under Jakob II:s regering vann han dock en tid visst inflytande vid hovet.